# Ronald Raldes
Ronald Raldes Balcázar (ur. 20 kwietnia 1981 w Santa Cruz) – boliwijski piłkarz występujący na pozycji obrońcy.

## Kariera klubowa
Raldes zawodową karierę rozpoczynał w 1998 roku w zespole Club Destroyers, którego barwy reprezentował przez dwa sezony. W 2000 roku odszedł do Oriente Petrolero. W 2001 roku wywalczył z nim mistrzostwo Boliwii, a w 2002 roku wicemistrzostwo tego kraju. W Oriente spędził cztery sezony.
Na początku 2004 roku podpisał kontrakt z argentyńskim Rosario Central. W Primera División Argentina zadebiutował 29 lutego 2004 roku w zremisowanym 1:1 pojedynku z Chacaritą Juniors, a 11 grudnia 2004 roku w wygranym 2:1 spotkaniu z Estudiantes La Plata strzelił swojego pierwszego gola w lidze. Przez 4,5 roku w barwach Rosario Raldes rozegrał 131 ligowych spotkań i zdobył 9 bramek.
W połowie 2008 roku przeszedł do saudyjskiego Al-Hilal i spędził tam pół roku. Na początku 2009 roku odszedł do meksykańskiego Cruz Azul. W Primera División de México pierwszy mecz rozegrał 26 kwietnia 2009 roku przeciwko Pachuce (0:3). Zawodnikiem Cruz Azul był również przez pół roku. W tym czasie zagrał tam w dwóch ligowych spotkaniach.
W 2009 roku Raldes podpisał kontrakt z izraelskim Maccabi Tel Awiw. Grał tam w sezonie 2009/2010, zakończonym przez Maccabi na 3. miejscu w Ligat ha’Al. W 2010 roku wrócił do Argentyny, gdzie został graczem klubu CA Colón. Zadebiutował tam 7 sierpnia 2010 roku w zremisowanym 1:1 pojedynku rozgrywek Primera División Argentina z Quilmes AC. Od 2014 do końca kariery w 2019, ponownie występował w Boliwii, będąc w tym czasie zawodnikiem zespołów Oriente Petrolero oraz Club Bolívar.

## Kariera reprezentacyjna
W reprezentacji Boliwii Raldes zadebiutował w 2001 roku. W tym samym roku został powołany do kadry na Copa América. Na tamtym turnieju, zakończonym przez Boliwię na fazie grupowej, zagrał w meczach z Urugwajem (0:1), Hondurasem (0:2) i Kostaryką (0:4).
W 2004 roku podczas turnieju Copa América, ponownie zakończonego na fazie grupowej, wystąpił w pojedynkach z Peru (2:2), Kolumbią (0:1) i Wenezuelą (1:1).
W 2007 roku Raldes po raz trzeci uczestniczył w Copa América. Na tamtym turnieju, zakończonym przez Boliwię na fazie grupowej, zagrał w spotkaniach z Wenezuelą (2:2), Urugwajem (0:1) i Peru (2:2).